# Elaphoglossum squarrosum
Elaphoglossum squarrosum är en träjonväxtart som först beskrevs av Kl., och fick sitt nu gällande namn av Thomas Moore. Elaphoglossum squarrosum ingår i släktet Elaphoglossum och familjen Dryopteridaceae. Inga underarter finns listade.